# L'Éveil de la glèbe (film)
Pour plus de détails, voir Fiche technique et Distribution.
L'Éveil de la glèbe (Markens grøde) est un film norvégien réalisé par Gunnar Sommerfeldt, sorti en 1921.
Il est tiré du roman éponyme, publié en 1917 par Knut Hamsun qui reçut, en 1920, pour l'ensemble de son œuvre, le prix Nobel de littérature.

## Synopsis
Un pionnier construit sa hutte dans les landes vierges de Norvège, assez loin d'un village dans la vallée. Il accueille bientôt une gouvernante chez lui. Au fil des ans, une petite société naît autour de lui, avec ses vicissitudes, son lot de mesquinerie, de fraternité, de défiance, d'humanité...

## Fiche technique
- Titre : L'Éveil de la glèbe
- Titre original : Markens grøde
- Réalisation : Gunnar Sommerfeldt
- Scénario : Gunnar Sommerfeldt d'après le roman de Knut Hamsun
- Musique : Leif Halvorsen
- Photographie : George Schnéevoigt
- Société de production : Christiana Film et Norrøna Film
- Pays :  Norvège
- Genre : Drame
- Durée : 107 minutes
- Dates de sortie : 
  -  Norvège : 2 décembre 1921
- Film muet

## Distribution
- Amund Rydland : le pionnier (Isak)
- Karen Poulsen : la gouvernante (Inger)
- Gunnar Sommerfeldt : le premier bailli (Geissler)
- Ragna Wettergreen : une parente d'Inger (Oline)
- Inge Sommerfeldt : la jeune voisine (Barbro)
- Sigurd Berg Bruland : un jeune voisin (Brede)

## Histoire du film
Longtemps considéré comme disparu, on a retrouvé courant des années 2000 deux copies incomplètes de ce film : une en noir et blanc et une nitrate. Même avec ces deux copies, on estime que dans la version actuelle, vingt minutes du film d'origine manquent.